# Never Ending Tour 2014
Never Ending Tour 2014 es el vigésimo séptimo año del Never Ending Tour, una gira musical del músico estadounidense Bob Dylan realizada de forma casi ininterrumpida desde el 7 de junio de 1988.

## Trasfondo
La primera etapa de la gira tuvo lugar exclusivamente en Japón, con fechas anunciadas durante las navidades de 2013. Tres fechas extra en Tokio fueron anunciadas a finales de febrero de 2014.
A través de la web oficial de Dylan se anunció también que el músico iba a ofrecer dos conciertos en Hawái en abril, uno de ellos en Maui (Hawái) y el segundo en Honolulú. Ambos conciertos supusieron la primera vez que Dylan tocó en el Estado de Hawái en 22 años, después de su última visita en el Never Ending Tour 1992.
Fechas de una etapa por Europa fueron también anunciadas en la web de Dylan en marzo de 2014, después de que varias páginas web filtraran diferentes fechas en meses previos. La etapa europea comenzó en Cork, Irlanda, con la participación de Dylan en el Live at the Marquee Festival, recibida de forma positiva por la prensa musical.
El 26 de mayo se anunció una etapa de seis conciertos por Australia, con varias fechas extra anunciadas a posteriori durante comienzos del verano. El mismo comunicado de prensa reveló dos conciertos en Nueva Zelanda.
La cuarta y última etapa de la gira, que tuvo lugar en Norteamérica durante el otoño, fue anunciada el 27 de agosto, un día después de anunciar el lanzamiento de The Bootleg Series Vol. 11: The Basement Tapes Complete. La etapa comenzó el 17 de octubre en Seattle y finalizó con una residencia de cinco conciertos en el Beacon Theatre de Nueva York.

## Banda
- Bob Dylan: voz, piano y armónica
- Tony Garnier: bajo
- Stu Kimball: guitarra rítmica
- George G. Receli: batería
- Charlie Sexton: guitarra
- Donnie Herron: mandolina, violín, viola, pedal steel guitar

## Conciertos
| Fecha                    | Ciudad           | País            | Escenario                               | Entradas vendidas/disponibles | Taquilla   |
| ------------------------ | ---------------- | --------------- | --------------------------------------- | ----------------------------- | ---------- |
| Asia                     |                  |                 |                                         |                               |            |
| 31 de marzo de 2014      | Tokio            | Japón           | Zepp Diver City                         | —                             | —          |
| 1 de abril de 2014       | Tokio            | Japón           | Zepp Diver City                         | —                             | —          |
| 3 de abril de 2014       | Tokio            | Japón           | Zepp Diver City                         | —                             | —          |
| 4 de abril de 2014       | Tokio            | Japón           | Zepp Diver City                         | —                             | —          |
| 5 de abril de 2014       | Tokio            | Japón           | Zepp Diver City                         | —                             | —          |
| 7 de abril de 2014       | Tokio            | Japón           | Zepp Diver City                         | —                             | —          |
| 8 de abril de 2014       | Tokio            | Japón           | Zepp Diver City                         | —                             | —          |
| 9 de abril de 2014       | Tokio            | Japón           | Zepp Diver City                         | —                             | —          |
| 10 de abril de 2014      | Tokio            | Japón           | Zepp Diver City                         | —                             | —          |
| 13 de abril de 2014      | Sapporo          | Japón           | Zepp Sapporo                            | —                             | —          |
| 14 de abril de 2014      | Sapporo          | Japón           | Zepp Sapporo                            | —                             | —          |
| 17 de abril de 2014      | Nagoya           | Japón           | Zepp Nagoya                             | —                             | —          |
| 18 de abril de 2014      | Nagoya           | Japón           | Zepp Nagoya                             | —                             | —          |
| 19 de abril de 2014      | Fukuoka          | Japón           | Zepp Fukuoka                            | —                             | —          |
| 21 de abril de 2014      | Osaka            | Japón           | Zepp Namba                              | —                             | —          |
| 22 de abril de 2014      | Osaka            | Japón           | Zepp Namba                              | —                             | —          |
| 23 de abril de 2014      | Osaka            | Japón           | Zepp Namba                              | —                             | —          |
| Norteamérica             |                  |                 |                                         |                               |            |
| 26 de abril de 2014      | Kahului          | Estados Unidos  | Maui Arts & Cultural Center             | —                             | —          |
| 29 de abril de 2014      | Honolulú         | Estados Unidos  | Neal S. Blaisdell Center                | —                             | —          |
| Europa                   |                  |                 |                                         |                               |            |
| 16 de junio de 2014      | Cork             | Irlanda         | The Docklands                           | —                             | —          |
| 16 de junio de 2014      | Dublín           | Irlanda         | The O2                                  | —                             | —          |
| 20 de junio de 2014      | Estambul         | Turquía         | Black Box Istanbul                      | —                             | —          |
| 22 de junio de 2014      | Salónica         | Grecia          | Puerto de Salónica                      | —                             | —          |
| 23 de junio de 2014      | Atenas           | Grecia          | Terra Vibe Park                         | —                             | —          |
| 25 de junio de 2014      | Bucarest         | Rumania         | Sala Palatului                          | —                             | —          |
| 27 de junio de 2014      | Košice           | Eslovaquia      | Steel Aréna                             | —                             | —          |
| 28 de junio de 2014      | Viena            | Austria         | Wiener Stadthalle 2                     | —                             | —          |
| 29 de junio de 2014      | Alta Austria     | Austria         | Burg Clam                               | —                             | —          |
| 1 de julio de 2014       | Múnich           | Alemania        | Munich Olympiapark                      | —                             | —          |
| 2 de julio de 2014       | Praga            | República Checa | O2 Arena                                | —                             | —          |
| 3 de julio de 2014       | Zwickau          | Alemania        | Stadthalle Zwickau                      | —                             | —          |
| 5 de julio de 2014       | Słupsk           | Polonia         | Dolina Charlotty Amphitheatre           | —                             | —          |
| 7 de julio de 2014       | Rostock          | Alemania        | Stadthalle Rostock                      | —                             | —          |
| 8 de julio de 2014       | Flensburg        | Alemania        | Flens-Arena                             | —                             | —          |
| 9 de julio de 2014       | Aarhus           | Dinamarca       | Musikhuset Aarhus                       | —                             | —          |
| 11 de julio de 2014      | Stavern          | Noruega         | Skråvika Stavern                        | —                             | —          |
| 12 de julio de 2014      | Kristiansand     | Noruega         | Bendiktsbukta                           | —                             | —          |
| 14 de julio de 2014      | Helsingborg      | Suecia          | Sofiero Castle                          | —                             | —          |
| 15 de julio de 2014      | Gotemburgo       | Suecia          | Trädgårdsföreningen                     | —                             | —          |
| 17 de julio de 2014      | Pori             | Finlandia       | Kirjurinluoto Arena                     | —                             | —          |
| Oceanía                  |                  |                 |                                         |                               |            |
| 9 de agosto de 2014      | Hamilton         | Nueva Zelanda   | Claudelands Arena                       | 7,271 / 7,640 (95%)           | $656,978   |
| 10 de agosto de 2014     | Hamilton         | Nueva Zelanda   | Claudelands Arena                       | 7,271 / 7,640 (95%)           | $656,978   |
| 13 de agosto de 2014     | Perth            | Australia       | Riverside Theatre                       | 6,409 / 6,747 (95%)           | $852,829   |
| 14 de agosto de 2014     | Perth            | Australia       | Riverside Theatre                       | 6,409 / 6,747 (95%)           | $852,829   |
| 15 de agosto de 2014     | Perth            | Australia       | Riverside Theatre                       | 6,409 / 6,747 (95%)           | $852,829   |
| 18 de agosto de 2014     | Melbourne        | Australia       | Palais Theatre                          | 10,952 / 11,504 (95%)         | $1,663,660 |
| 19 de agosto de 2014     | Melbourne        | Australia       | Palais Theatre                          | 10,952 / 11,504 (95%)         | $1,663,660 |
| 20 de agosto de 2014     | Melbourne        | Australia       | Palais Theatre                          | 10,952 / 11,504 (95%)         | $1,663,660 |
| 21 de agosto de 2014     | Melbourne        | Australia       | Palais Theatre                          | 10,952 / 11,504 (95%)         | $1,663,660 |
| 25 de agosto de 2014     | Brisbane         | Australia       | Brisbane Convention & Exhibition Centre | 3,112 / 3,154 (99%)           | $461,681   |
| 27 de agosto de 2014     | Brisbane         | Australia       | The Tivoli                              | —                             | —          |
| 29 de agosto de 2014     | Canberra         | Australia       | Canberra Royal Theatre                  | 2,417 / 2,436 (99%)           | $385,837   |
| 31 de agosto de 2014     | Adelaida         | Australia       | Adelaide Entertainment Centre           | 3,393 / 3,497 (97%)           | $318,785   |
| 3 de septiembre de 2014  | Sídney           | Australia       | Sídney State Theatre                    | 6,015 / 6,015 (100%)          | $979,858   |
| 4 de septiembre de 2014  | Sídney           | Australia       | Sídney State Theatre                    | 6,015 / 6,015 (100%)          | $979,858   |
| 5 de septiembre de 2014  | Sídney           | Australia       | Sídney State Theatre                    | 6,015 / 6,015 (100%)          | $979,858   |
| 7 de septiembre de 2014  | Sídney           | Australia       | Sídney Opera House                      | 4,159 / 4,209 (99%)           | $835,509   |
| 8 de septiembre de 2014  | Sídney           | Australia       | Sídney Opera House                      | 4,159 / 4,209 (99%)           | $835,509   |
| 10 de septiembre de 2014 | Christchurch     | Nueva Zelanda   | Horncastle Arena                        | 4,971 / 5,026 (99%)           | $571,829   |
| Norteamérica             |                  |                 |                                         |                               |            |
| 17 de octubre de 2014    | Seattle          | Estados Unidos  | Paramount Theatre                       | —                             | —          |
| 18 de octubre de 2014    | Seattle          | Estados Unidos  | Paramount Theatre                       | —                             | —          |
| 19 de octubre de 2014    | Seattle          | Estados Unidos  | Paramount Theatre                       | —                             | —          |
| 21 de octubre de 2014    | Portland         | Estados Unidos  | Keller Auditorium                       | —                             | —          |
| 23 de octubre de 2014    | Los Ángeles      | Estados Unidos  | Dolby Theatre                           | 8,748 / 10,398 (84%)          | $844,666   |
| 25 de octubre de 2014    | Los Ángeles      | Estados Unidos  | Dolby Theatre                           | 8,748 / 10,398 (84%)          | $844,666   |
| 26 de octubre de 2014    | Los Ángeles      | Estados Unidos  | Dolby Theatre                           | 8,748 / 10,398 (84%)          | $844,666   |
| 28 de octubre de 2014    | Oakland          | Estados Unidos  | Paramount Theatre                       | 6,649 / 7,500 (89%)           | $710,396   |
| 29 de octubre de 2014    | Oakland          | Estados Unidos  | Paramount Theatre                       | 6,649 / 7,500 (89%)           | $710,396   |
| 30 de octubre de 2014    | Oakland          | Estados Unidos  | Paramount Theatre                       | 6,649 / 7,500 (89%)           | $710,396   |
| 1 de noviembre de 2014   | Denver           | Estados Unidos  | Bellco Theatre                          | —                             | —          |
| 4 de noviembre de 2014   | Minneapolis      | Estados Unidos  | Orpheum Theatre                         | 7,154 / 7,587 (94%)           | $747,634   |
| 5 de noviembre de 2014   | Minneapolis      | Estados Unidos  | Orpheum Theatre                         | 7,154 / 7,587 (94%)           | $747,634   |
| 6 de noviembre de 2014   | Minneapolis      | Estados Unidos  | Orpheum Theatre                         | 7,154 / 7,587 (94%)           | $747,634   |
| 8 de noviembre de 2014   | Chicago          | Estados Unidos  | Cadillac Palace Theatre                 | —                             | —          |
| 9 de noviembre de 2014   | Chicago          | Estados Unidos  | Cadillac Palace Theatre                 | —                             | —          |
| 10 de noviembre de 2014  | Chicago          | Estados Unidos  | Cadillac Palace Theatre                 | —                             | —          |
| 12 de noviembre de 2014  | Cleveland        | Estados Unidos  | Cleveland State Theatre                 | —                             | —          |
| 14 de noviembre de 2014  | Boston           | Estados Unidos  | Orpheum Theatre                         | —                             | —          |
| 15 de noviembre de 2014  | Providence       | Estados Unidos  | Providence Performing Arts Center       | —                             | —          |
| 16 de noviembre de 2014  | Toronto          | Canadá          | Sony Centre for the Performing Arts     | —                             | —          |
| 18 de noviembre de 2014  | Toronto          | Canadá          | Sony Centre for the Performing Arts     | —                             | —          |
| 20 de noviembre de 2014  | Pittsburgh       | Estados Unidos  | Heinz Hall for the Performing Arts      | —                             | —          |
| 21 de noviembre de 2014  | Filadelfia       | Estados Unidos  | Academy of Music                        | —                             | —          |
| 22 de noviembre de 2014  | Filadelfia       | Estados Unidos  | Academy of Music                        | —                             | —          |
| 23 de noviembre de 2014  | Filadelfia       | Estados Unidos  | Academy of Music                        | —                             | —          |
| 24 de noviembre de 2014  | Washington D. C. | Estados Unidos  | DAR Constitution Hall                   | —                             | —          |
| 26 de noviembre de 2014  | Newark           | Estados Unidos  | Prudential Hall                         | 2,804 / 2,804 (100%)          | $267,058   |
| 28 de noviembre de 2014  | Nueva York       | Estados Unidos  | Beacon Theatre                          | —                             | —          |
| 29 de noviembre de 2014  | Nueva York       | Estados Unidos  | Beacon Theatre                          | —                             | —          |
| 1 de diciembre de 2014   | Nueva York       | Estados Unidos  | Beacon Theatre                          | —                             | —          |
| 2 de diciembre de 2014   | Nueva York       | Estados Unidos  | Beacon Theatre                          | —                             | —          |
| 3 de diciembre de 2014   | Nueva York       | Estados Unidos  | Beacon Theatre                          | —                             | —          |
| Total                    | Total            | Total           | Total                                   | 71,700 / 75,713 (95%)         | $9,029,662 |